# Aristomenes (Messenien)

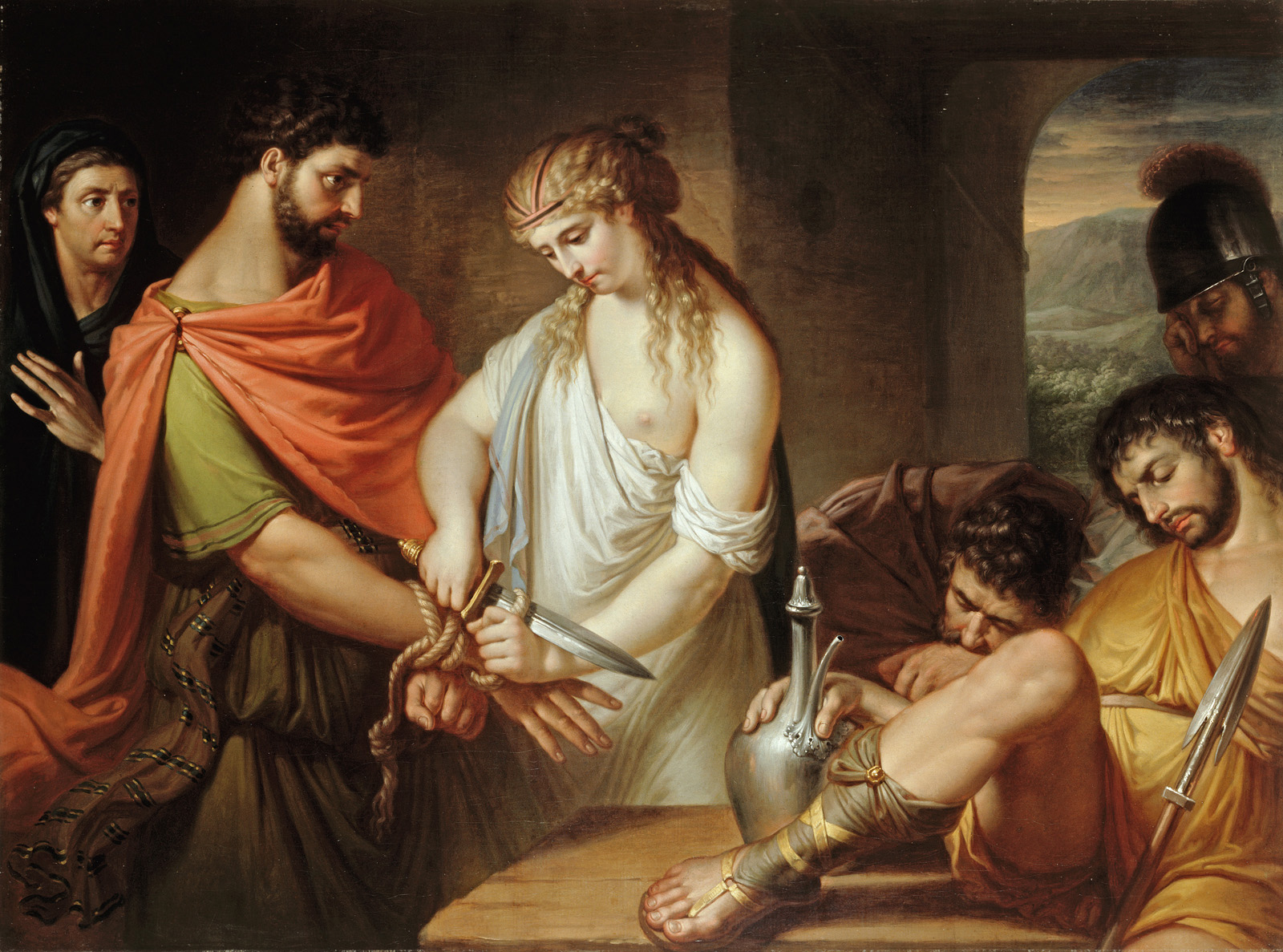
Aristomenes wird von einer jungen Frau befreit. Gemälde von Franc Kavčič.

Aristomenes (altgriechisch Ἀριστομένης Aristoménēs) war ein messenischer Freiheitskämpfer aus dem Geschlecht der Aipytiden in einem der Messenischen Kriege. Nach der Gründung des neumessenischen Staates im Jahre 369 v. Chr. wurde er als Held verehrt und erhielt Heroenopfer. Seine Historizität kann nicht erwiesen werden.

## Überlieferung
Die Hauptquelle für Aristomenos ist das vierte Buch (Messeniaka) von Pausanias’ Reisen in Griechenland. Er beruft sich dabei vor allem auf Rhianos von Bene, der im dritten vorchristlichen Jahrhundert eine Messeniaka in 6 Büchern verfasste. Das verlorene Werk ist eine epische Auskleidung der Messenischen Kriege nach dem Vorbild Homers. Kleinere Fragmente oder Andeutungen finden sich bei verschiedenen Autoren, wie Polybios, Plutarch oder Diodor.

## Zeitliche Einordnung
Die genaue zeitliche Einordnung ist wie die Historizität von Aristomenes ungewiss. Nach Myron von Priene agierte er während des Ersten Messenischen Krieges. Nach Pausanias und Rhianos von Bene war er der Held des Zweiten Messenischen Krieges. Rhianos nennt als seinen Gegner den spartanischen Königs Leotychidas I.

## Familie
Pausanias beschreibt relativ ausführlich die familiären Verhältnisse des Aristomenos. Demnach hießen dessen Eltern Nikomedes und Nikoteleia. Seine Schwester Hagnagora war in erster Ehe mit einem Euergetidas und in zweiter mit Tharyx von Phigaleia verheiratet. Aristomenes hatte einen Sohn namens Gorgos und drei namentlich nicht bekannte Töchter. Eine war mit Damothoidas von Lepreos verheiratet und eine andere mit Theropompos von Heraia. Die Dritte ehelichte den Damagetos, Sohn des Königs Dorieus von Ialysos. Sie war die Mutter von Diagoras, welcher im Jahre 464 v. Chr. den Olympischen Sieg im Faustkampf errang.
Die ehelichen Verbindungen mit Familien aus Gebieten nördlich von Messenien passen gut ins erwartete historische Bild und es wurde vermutet, dass die Nachkommen von Hagnagora und Tharyx den Aristomenosmythos bis in die Zeit der messenischen Staatsgründung 369 v. Chr. aufrechterhielten und vermittelten. Die Verschwägerung mit den Diagoriden von Rhodos scheint ein späterer literarischer Zusatz zu sein. Somit können sie nichts über die Historizität und Zeit des Aristomenes aussagen.

## Kampf gegen Sparta
Aristomenos stammte aus Andania. Er war der Anführer von achtzig Messeniern, die gegen die Spartaner eine Art Guerillakrieg führten. Sie fielen öfters ins Tal des Eurotas ein und erbeuteten unter anderem Viehherden aus Pherai. In Karyai raubten sie die Tänzerinnen der Göttin Artemis und ließen diese gegen hohes Lösegeld wieder frei. Als sie später das Demeterheiligtum von Aigila plündern wollten, wurden sie von den Priesterinnen mit Opfermessern und Fackeln attackiert und mussten fliehen.
Mit der Zeit schlossen sich immer mehr Messenier dem Aristomenos an, der sich auf dem im äußersten Norden Messeniens gelegenen Berg Hira verschanzte. Obschon von den Spartanern belagert, gelang es ihnen immer wieder ins Tal des Eurotas einzufallen, wobei sie sogar das spartanische Hauptheiligtum Amyklai plünderten. Als Aristomenes in Gefangenschaft geriet, wurde er von einer jungen Frau gerettet, der er zum Dank seinen achtzehnjährigen Sohn Gorgos zur Ehe gab.
Nachdem es den Spartanern im elften Jahr gelang, die Bergfestung Hira einzunehmen, verbündeten sich Aristomenos und seine Messenier mit den Arkadern, mit dem Ziel Sparta zu erobern. Der Plan flog vorzeitig auf und Aristomenos floh auf die Insel Rhodos, wo er bei König Dorieus von Ialysos Aufnahme fand. Dessen Sohn Damagetos heiratete eine Tochter von Aristomenes, welcher im Exil auf Rhodos starb und in Ialysos bestattet wurde.

## Heroenkult
Nach der Gründung des messenischen Staates im Jahre 369 v. Chr. wurden die Gebeine des Aristomenes auf Geheiß des delphischen Orakels nach Messenien geholt. Sein Grabmal wurde östlich des Stadions der neuerbauten Stadt Messene errichtet. Auf dem Grabmal stand eine Säule, an der der zum Heroenopfer bestimmte Stier angebunden wurde. Bewegte sich die Säule durch das Wüten des wilden Stieres galt dies als gutes Omen.
Die kultische Verehrung des Aristomenes ist nicht nur bei Pausanias bezeugt, sondern auch inschriftlich gesichert. Eine Inschrift des 1. nachchristlichen Jahrhunderts aus Messene erwähnt, dass ein Kraton, Sohn des Archedamos, ein Stieropfer für Aristomenes stiftete (SEG 23 207). Ein Statuensockel, der in die frühchristliche Basilika von Messene verbaut wurde, trägt die Inschrift Aristomenes. Ob sie zur Statue gehörte, die Pausanias in Messene gesehen hat, ist denkbar.

## Nachwirken
Die antiken Berichte über Aristomenes wurde in drei Werken der Neuzeit verarbeitet:
- Anne Kingsmill Finch: Aristomenes. The Royal Shepherd. 1713.
- Lord Byron: Aristomenes. 1823.
- William Morris: The Story of Aristomenes. 1876.